# Lyon County (Kansas)
Lyon County ist ein County im Bundesstaat Kansas der Vereinigten Staaten. Der Verwaltungssitz (County Seat) ist Emporia. Das U.S. Census Bureau hat bei der Volkszählung 2020 eine Einwohnerzahl von 32.179 ermittelt.

## Geographie
Das County liegt im mittleren Osten von Kansas und hat eine Fläche von 2215 Quadratkilometern, wovon elf Quadratkilometer Wasserfläche sind. Es grenzt im Uhrzeigersinn an folgende Countys: Wabaunsee County, Osage County, Coffey County, Greenwood County, Chase County und Morris County.

## Geschichte
Lyon County wurde am 5. Februar 1862 gebildet. Benannt wurde es nach Nathaniel Lyon, dem ersten General der Nordstaaten, der im Amerikanischen Bürgerkrieg getötet wurde.
Im Lyon County liegt eine National Historic Landmark, das William Allen White House. Insgesamt sind 17 Bauwerke und Stätten des Countys im National Register of Historic Places eingetragen (Stand 30. August 2017).

## Demografische Daten
Nach der Volkszählung im Jahr 2000 lebten im Lyon County 35.935 Menschen in 13.691 Haushalten und 8639 Familien im Lyon County. Die Bevölkerungsdichte betrug 16 Einwohner pro Quadratkilometer. Ethnisch betrachtet setzte sich die Bevölkerung zusammen aus 83,27 Prozent Weißen, 2,27 Prozent Afroamerikanern, 0,47 Prozent amerikanischen Ureinwohnern, 2,04 Prozent Asiaten, 0,01 Prozent Bewohnern aus dem pazifischen Inselraum und 9,79 Prozent aus anderen ethnischen Gruppen; 2,16 Prozent stammten von zwei oder mehr Ethnien ab. 16,72 Prozent der Bevölkerung waren spanischer oder lateinamerikanischer Abstammung.
Von den 13.691 Haushalten hatten 32,6 Prozent Kinder unter 18 Jahren, die mit ihnen gemeinsam lebten. 50,8 Prozent waren verheiratete, zusammenlebende Paare, 8,4 Prozent waren allein erziehende Mütter und 36,9 Prozent waren keine Familien. 28,5 Prozent aller Haushalte waren Singlehaushalte und in 9,8 Prozent lebten Menschen mit 65 Jahren oder darüber. Die Durchschnittshaushaltsgröße betrug 2,51 und die durchschnittliche Familiengröße betrug 3,12 Personen.
25,7 Prozent der Bevölkerung waren unter 18 Jahre alt. 16,2 Prozent zwischen 18 und 24 Jahre, 27,2 Prozent zwischen 25 und 44 Jahre, 19,1 Prozent zwischen 45 und 64 Jahre und 11,6 Prozent waren 65 Jahre alt oder älter. Das Durchschnittsalter betrug 31 Jahre. Auf 100 weibliche Personen kamen 97,4 männliche Personen. Auf 100 erwachsene Frauen ab 18 Jahren kamen 95,2 Männer.
Das jährliche Durchschnittseinkommen eines Haushalts betrug 32.819 USD, das Durchschnittseinkommen einer Familie betrug 43.112 USD. Männer hatten ein Durchschnittseinkommen von 28.865 USD, Frauen 21.338 USD. Das Prokopfeinkommen betrug 15.724 USD.
9,6 Prozent der Familien und 14,5 Prozent der Bevölkerung lebten unterhalb der Armutsgrenze.

## Orte im County
- Admire
- Allen
- Americus
- Bushong
- Emporia
- Emporia Junction
- Hartford
- Lang
- Merrick
- Miller
- Neosho Rapids
- Olpe
- Plymouth
- Reading

Townships
- Agnes City Township
- Americus Township
- Center Township
- Elmendaro Township
- Emporia Township
- Fremont Township
- Ivy Township
- Jackson Township
- Pike Township
- Reading Township
- Waterloo Township